# Huștiu
Huștiu – wieś w Rumunii, w okręgu Gałacz, w gminie Priponești. W 2011 roku pozostawała niezamieszkana.